# Métiers du paramédical

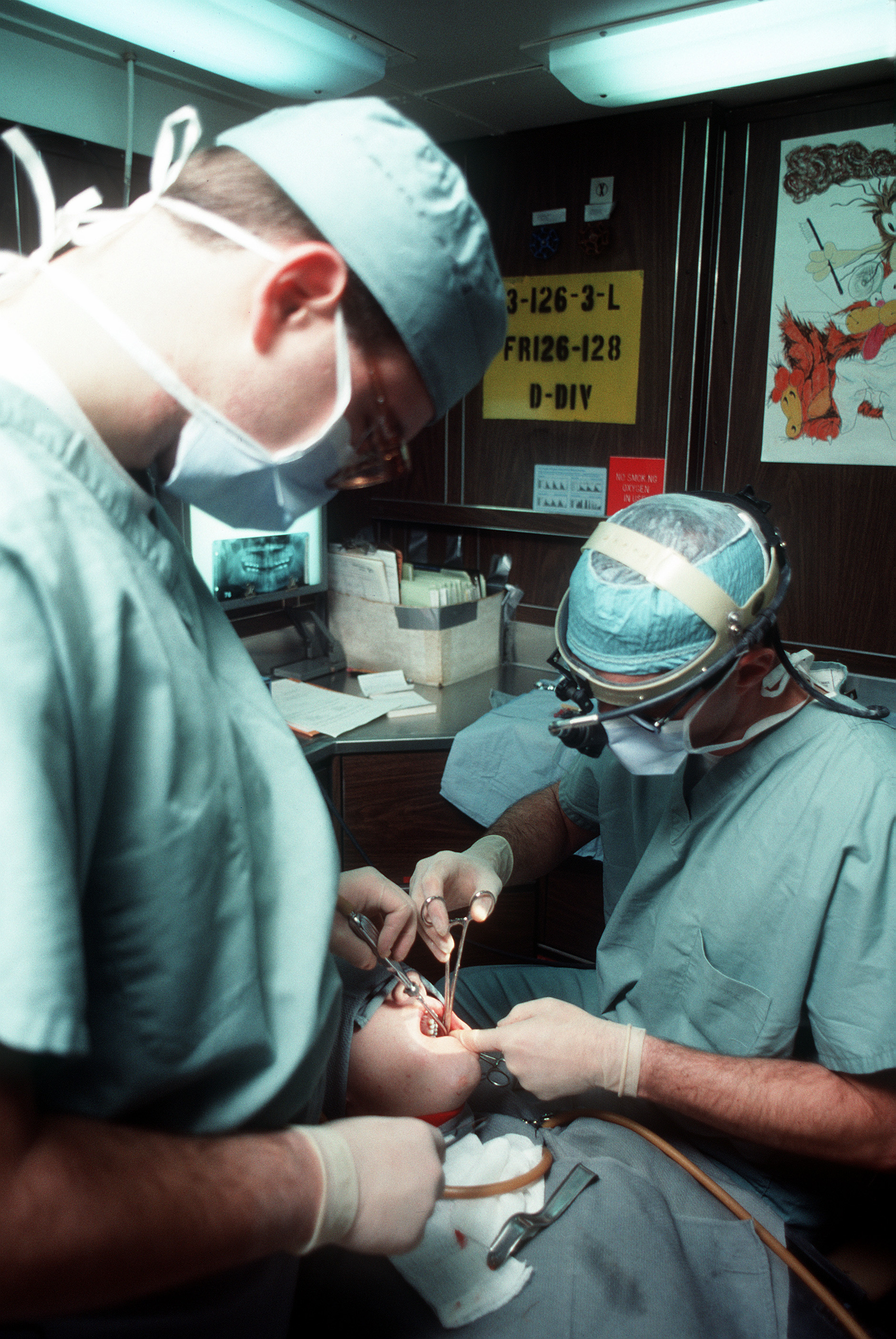
Chirurgie dentaire à bord du, janvier 1990

En France, les expressions métier paramédical ou profession paramédicale désignent couramment les infirmiers, les aides-soignants, les ambulanciers/paramédics, les kinésithérapeutes/physiothérapeutes, les diététiciens, les ergothérapeutes, les psychomotriciens, les manipulateurs en électroradiologie médicale, les assistants dentaires, les orthophonistes, les podologues, les techniciens de laboratoire, les orthoptistes et les opticiens.
Dans la plupart des autres pays, une partie de ces métiers sont considérés comme des professions de la santé - et non pas comme des professions exclusivement liées à la médecine. Au cours de la deuxième partie du vingtième siècle, des disciplines autonomes ont en effet émergé de ces professions, comme les sciences infirmières pour les soins infirmiers ou les sciences de l'occupation pour les ergothérapeutes. Certaines pratiques professionnelles ont également évolué vers la promotion de la santé voire vers des pratiques orientées sur le travail social ou l'éducation. Ces évolutions rendent aujourd'hui l'utilisation de l'expression "professions paramédicales" inappropriées pour certaines de ces professions, comme les diététiciens, les infirmiers ou les ergothérapeutes. On leur préférera donc, même en France, l'expression plus générale de professionnel de santé.
De la même manière que la médecine est fondée sur les données probantes, les professions paramédicales fondent leur pratique sur les données probantes.

## En France
Le terme de profession paramédicale n'a pas de valeur légale en France. Le Code de la santé publique français définit sous cette appellation les professions de la santé qui ne sont pas médicales, c’est-à dire qui ne sont pas exercées par un médecin, une sage-femme, un dentiste ni un pharmacien.